# Sör-Lappmyran
Sör-Lappmyran este o arie protejată (arie specială de conservare — SAC, sit de importanță comunitară — SCI, arie de protecție specială avifaunistică — SPA) din Suedia întinsă pe o suprafață de 254,2 ha, integral pe uscat.

## Localizare
Centrul sitului Sör-Lappmyran este situat la coordonatele 62°52′51″N 17°34′33″E / 62.8808°N 17.5759°E.

## Înființare
Situl Sör-Lappmyran a fost declarat sit de importanță comunitară în iunie 1996 pentru a proteja 11 specii de animale. Alte tipuri de protecție:
- arie de protecție specială avifaunistică (în iulie 2000)[2]
- arie specială de conservare (în martie 2011)[1][3][4]

## Biodiversitate
Situată în ecoregiunea boreală, aria protejată conține 4 habitate naturale: Lacuri și iazuri distrofice naturale, Mlaștini turboase de tranziție și turbării mișcătoare, Taiga vestică, Mlaștini împădurite.
La baza desemnării sitului se află mai multe specii protejate de  păsări (11): minunița (Aegolius funereus), cocoșul de mesteacăn (Bonasa bonasia), lebădă de iarnă (Cygnus cygnus), ciocănitoare neagră (Dryocopus martius), cufundar mic (Gavia stellata), ciuvică (Glaucidium passerinum), ciocănitoare de munte (Picoides tridactylus), cocoșul de mesteacăn (Tetrao tetrix tetrix),  cocoș de munte (Tetrao urogallus), fluierar de mlaștină (Tringa glareola), sturzul de vâsc (Turdus viscivorus).